# مجس حافة انتقال
مجس حافة انتقال في الفيزياء (بالإنجليزية:transition edge sensor أو TES)
هو أداة تتحسس جسيمات أولية ويعمل بالتبريد، فهو يستغل ظاهرة اعتماد المقاومة الكهربائية على درجة حرارة أنتقال مادة إلى حالة موصلية فائقة. تحدث الموصلية الفائقة لبعض المواد عند درجات حرارة منخفضة جدا، هذا يتم تبريد هذا النوع من المجسات إلى نحو 4 كلفن بواسطة الهيليوم السائل. تستخدم تلك المجسات لقياس درجات حرارة الأشعة.

## تاريخ
كان أول قياس لانتقال إلى طور الموصلية الفائقة في عام 1940، نحو ثلاثين عاما بعد أكتشاف «هيكي أونيس» لظاهرة الموصلية الفائقة. وكان المجس عبارة عن سلك من التنتالوم يمر فيه تيار واستطاع به قياس نبضة اشعة تحت الحمراء.
ثم ابتكر بعد ذلك جهازا يقيس درجة حرارة جسيمات ألفا بخاصية حافة الانتقال لمادة نيتريد النيوبيوم.
نيتريد النيوبيوم هو مركب كيميائي مكون من النيوبيوم والنيتروجين. تنتقل تلك المادة عند درجة حرارة 16 كلفن إلى حالة الموصلية الفائقة، ويمكن بها قياس الأشعة تحت الحمراء.
بعد عدة تحسينات ادخلت على مجس حافة الانتقال خلال نحو 50 سنة أصبح من السهل الاعتماد عليه بعد عام 1990 في القياس.

## طريقة عمله
يضبط مجس حافة الانتقال بطريقة انحياز فولطي عن طريق تمرير تيار انحياز Ibias في سلك مقاومة
RL (أنظر الشكل). ويختار الجهد بحيث يكون المجس في منظقة
تسمى «منطقة الانحياز الذاتي» حيث يكون القدرة المارة في الجهاز ثابتة عند الجهد المختار.
وعندما يسقط فوتون يمتصه المجس، فيقوم المجس بمعادلة تلك الطاقة الزائدة عن طريق استرجاع كهربائي حراري: ترتفع المقاومة الكهربائية، مما يتسبب في انخفاض التيار المار في المجس، وبالتالي تنخفض الطاقة الحرارية فيبرد المجس إلى حالة التوازن - منطقة الانزياح الذاتي. في نظام يستخدم فيه جهاز سكويد لقراءة القياس، يوصل المجس على التوالي مع ملف L الذي يقوم بحث السكويد. أي أن التغير في تيار المجس يتسبب في تغير في حث السكويد، هذا التغير يضخم بواسطة مضخم (إلكترونيات)
ويقرأ بجهاز عادي عند درجة حرارة الغرفة.

## مكونات مجس حافة الانتقال
يحتاج أي مجس الحرارة (بولومتر) إلى ثلاثة مكونات أساسية: ماص للموجات الكهرومغاطيسية
لامتصاص طاقة الشعاع، وترمومتر لقياس الحرارة، ومبرد لتبريد المجس للقيام بقراءة جديدة.

### الماص
ابسط الماصات هي التي تستخدم في مجسات حافة الانتقال لقياس الأشعة تحت الحمراء، ولقياس الضوء، ولقياس الأشعة فوق البنفسجية. تلك الماصات تستخدم التنجستن الذي يمتص نحو 20% من الأشعة الساقطة عليه.

وإذا احتيج قياس ذو حساسية أعلى يمكن صناعة المجس من طبقات وتضبط لامتصاص الأشعة الساقطة بحسب طول موجتها، مستخدمة لمرآة عاكسة خلفية وطلاء النافذة بطلاء غير عاكس للأشعة. هذه التقنية تقلل من الانعكاس من المكشاف، وقد وصلت كفاءة القياس إلى نحو 95% .
لقياس الأشعة ذات الطاقة العالية فيكون نفاذية الشعاع هي المشكلة وليست الانعكاس، لذلك يختار مادة الماص من مادة لها معامل امتصاص الأشعة كبير، وفي نفس الوقت تكون لها سعة حرارية منخفضة، مثل طبقة رقيقة من البزموت. ومن خواص الماص الهامة أن تكون له سعة حرارية منخفضة بالنسبة لمجس حافة الانتقال.
 لأن السعة الحرارية العالية للماص في المجس تتسبب في ضجيج
وشوشرة في القياس وتخفض من حساسية المجس.
وبالنسبة إلى قياس أشعة في نطاق الأشعة تحت الحمراء البعيد (أطوال موجاته كبيرة) في حيز طول الموجة في حدود مليمتر أو عدة مليمترات، في تلك الحالة يستخدم هوائي راديوي أو بوق لاستقبال الأشعة.
.

### الترمومتر
يعمل الترمومتر في مجس حافة انتقال بالطريقة التالية: تزيد طاقة الشعاع الممتصة من مقاومة المجس الموضوع تحت تأثير انحياز فولطي في منطقة الانتقال (الانتقال من حالة الموصلية الفائقة إلى خالة الموصلية العادية)، ويكون الهبوط في التيار متناسبا مع الطاقة الممتصة في المجس. وتتناسب النبضة الكهربائية الناشئة مع التغير في درجة حرارة الماص. لذلك يتوصل إلى أعلى حساسية للمجس يجب أن تكون السعة الحرارية للمجس منخفضة، كما يجب أن يكون حيز الانتقال ضيقا.
من أهم خواص مجس حافة الانتقال ليس فقط أن تكون سعة الحرارية منخفضة ولكن يجب أيضا أن تكون موصليته الحرارية معتمدة على درجة الحرارة، مما يجعل اختيار درجة حرارة الانتقال Tc حرجة بالنسبة لتصميم المجس.
ويجب اختيار الدرجة الحرجة Tc
بأن تتناسب مع جهاز التبريد المستخدم.
وكان معدن التنجستن هو المادة المفضلة لصناعة مجسات حافة الانتقال، حيث كانت تصنع من طبقة رقيقة من التنجستن لها طورين، واحد منهما له Tc ~15 mK (ميلي كلفن) والطور الآخر له درجة حرجة مقدارها نحو Tc ~1-4 كلفن، والتي يمكن ضبطهما للحصول على درجة حرجة للمجس بكامله تكون <Tc. وكثير من مجسات حافة الانتقال تصنع من طبقتين أو عدة طبقات، حيث تستخدم عدة مواد مختلفة للتوصل إلى الدرجة الحرجة المطلوبة. Tc.

### الموصل الحراري
يستخدم التبريد في مجس حافة الانتقال بغرض احساسه بأقل حرارة ممكنة يمتصها من شعاع. لهذا يلزم توصيل حراري بين المجس وبين الحمام على أن يكون التوصيل جيدا حتى لا تذهب الطاقة الممتصة مباشرة إلى الحمام. بعدما يسجل المجس طاقة شعاع تعود البرودة إلى المجس عن طريق الحمام وتصل درجة حرارته ثانيا إلى درجة حرارة الحمام. توجد طريقتان لضبط التوصيل الحراري إما بطريقة التلامس المعتاد أو عن طريق الاتصال الإلكتروني الفوتوني. عند درجة الحرارة المنخفضة المختارة (نحو 4 كلفن) يكون الاتصال الإلكتروني الفوتوني في مادة ضعيفا
. ويكون الاتصال الإلكتروني الفوتوني الحراري معتمدا على درجة الحرارة، وبالتالي يمكن ضبط التوصيل الحراري عن طريق ضبط الدرجة الحرجة Tc.

بعض المجسات الأخرى تستخدم طرقا ميكانيكية (التلامس) لضبط التوصيل الحراري مثل ربط المجس بغشاء رقيق سمكه في حدود الميكرومتر في ثقب في وعاء التبريد أو توصيله بعدة فروع للتبريد.

## ميزاته ومساوئه
يفضل الباحثون مجس حافة الانتقال لاسباب عديدة. فهو يتميز بحساسية عالية يمكن مناسقتها مع طول موجة الأشعة بين المليمتر وبين أطوال موجة أشعة غاما. في نفس الوقت معدل خلفيته (نبضات عشوائية) قليلة جدا تبلغ 1نبضة في 1000 ثانية، ناشئة من ضجيج التموجات الحرارية في الجهاز.
). ورغما عن قياسه لطاقة شعاع ساقط عليه فيوجد له «خلفية» مختلفة عن الصفر تـأتي من الكترونيات الجهاز أو من بقايا ضوء عشوائي يسقط على الجهاز. (حتى أنه قد «يرى» أشعة الجسم الأسود على الرغم من ضبطه لقياس الضوء المرئي).
كما ابتكر لقياس الفوتونات مجس آخر وهو ثنائي ضوئي شلالي. كلاهما يستطيع قياس فوتونا وحيدا. إلا أن فترة عماء الثنائي الضوئي الشلالي أقل بكثير عنها لمجس حافة الانتقال. فترة العماء (بالإنجليزية dead time) تبلغ نحو 100 نانوثانية بينما تبلغ لمجس حافة الانتقال عدة ميكروثوان.
فترة العماء: يستغرق تسجيل فوتون في جهاز زمنا معينا قصيرا، أثناء تلك الفترة لا يستطيع الجهاز تسجيل فوتونا آخر ساقط عليه في نفس الوقت، تسمى تلك الفترة dead time . يطهر تأثيرها عندما تسقط على المجس أعدادا هائلة من الفوتونات في نفس الوقت. فهو لا «يراها» جميعا وإنما يرى بعضها والبعض الآخر لا يستطيع أن يراه بسبب «انشغاله» في تسجيل فوتونا سقط سالفا عليه.